# Empire State Building
L'Empire State Building és un gratacel d'oficines de 102 plantes a la ciutat de Nova York. El nom prové del sobrenom de l'estat de Nova York, l'Estat-Imperi. Va ser construït entre 1929 i 1931, durant la Gran Depressió. Compta amb 102 plantes i una alçada total de 381 metres (443,5 m si es considera l'antena superior). D'estil art déco, va ser dissenyat per l'estudi d'arquitectes Shreve, Lamb and Hermon. Gràcies al baix preu de la mà d'obra durant la Gran Depressió, hi van treballar 3.400 obrers i les obres es van acabar en tan sols 410 dies.
L'excavació dels fonaments va començar el 22 de gener de 1930, i el 17 de març va començar la construcció, a un ritme de 4,5 pisos per setmana. Va ser inaugurat l'1 de maig de 1931.
Té 1.860 graons que pugen fins al pis 102; són molt populars per la marató que fan els novaiorquesos: pujar totes les escales de l'edifici, acció que pot tardar entre 30 minuts i dues hores. És a la cantonada de la Cinquena Avinguda amb el Carrer 34 West, de la zona del Midtown. Va superar en alçada l'Edifici Chrysler i es va convertir en el símbol de poder dels Estats Units. Fou el gratacel més alt del món durant 42 anys. Va perdre aquest títol el 1974, quan es va inaugurar la Torre Sears, a Chicago, i també el de l'edifici més alt de Nova York un any més tard, el 1975, amb la inauguració de les Torres Bessones. Després de l'atemptat contra les Torres el setembre de 2001, l'edifici va tornar a ser el més alt de Nova York, però actualment aquest títol correspon al 432 Park Avenue Building que fins i tot supera al One World Trade Center si no es té en compte l'antena d'aquest últim.
Aquest edifici, des del seu origen ja va ser protagonista d'un dels més grans films de Hollywood, King Kong. L'edifici apareix en més de cent films. Tot i ser superat en alçada actualment per altres gratacels, l'Empire State és tot un símbol, tant a Nova York com al món sencer. Es pot pujar a l'observatori a la planta 86, des del qual hi ha unes vistes sorprenents de tot Manhattan. Aquest pis rep uns 3,5 milions de visitants a l'any.

## Disseny i construcció
L'Empire State Building va ser dissenyat per William F. Lamb i de l'estudi arquitectura Shreve, Lamb and Harmon, que va fer els dibuixos de l'edifici en només dues setmanes, a base de dissenys anteriors fets per l'Edifici Reynolds a Winston-Salem (Carolina del Nord) i per la Torre Carew a Cincinnati (Ohio). L'edifici va ser dissenyat de dalt a baix. Els contractistes principals van ser els germans Starrett i Eken, i el projecte va ser finançat principalment per John J. Raskob i Pierre S. du Pont. La companyia constructora era presidida per Alfred E. Smith, un antic governador de l'estat de Nova York.

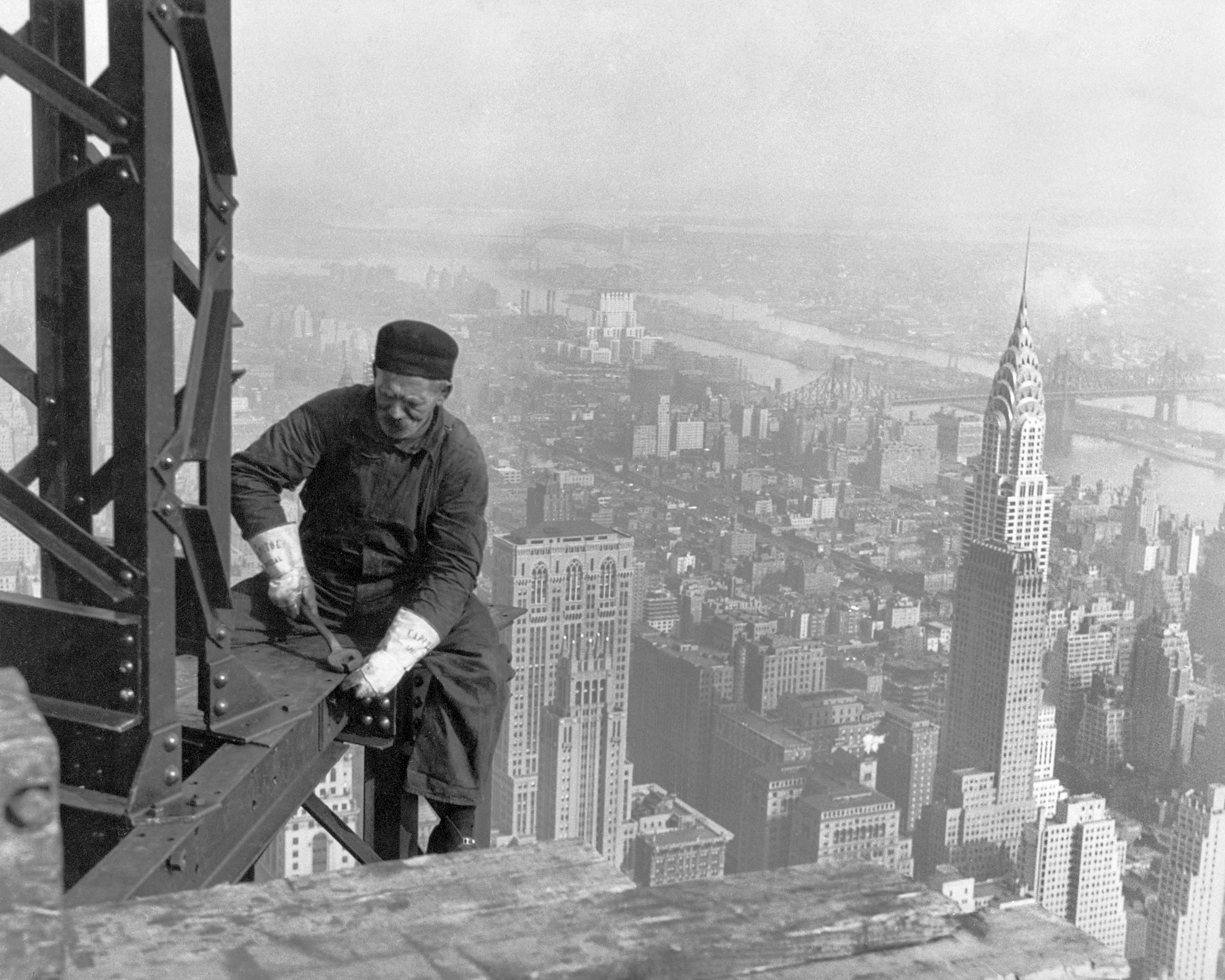
Un treballador collant bigues durant la construcció; amb l'Edifici Chrysler al fons.

L'excavació dels fonaments va començar el 22 de gener del 1930, i la construcció de l'edifici va començar el 17 de març. En el projecte hi van participar uns 3.400 treballadors, la majoria immigrants europeus, juntament amb ferrers mohawks. D'acord amb recomptes oficials, cinc treballadors van morir durant la construcció. Els nets del governador Smith van tallar la cinta inaugural l'1 de maig del 1931. La fotografia de Lewis Wickes Hine sobre la construcció no només dona documentació sobre el procés constructiu, sinó que també explica el dia a dia dels treballadors d'aquella època. En particular la fotografia d'un treballador escalant un cable de suport és representativa de l'època i del mateix edifici.
La construcció formava part d'una competició intensa que hi havia a Nova York per a guanyar el títol d'edifici més alt del món. Hi havia altres dos projectes lluitant pel títol, 40 Wall Street i l'Edifici Chrysler, que encara eren en construcció quan va començar la feina a l'Empire State. Cadascú va tenir el títol durant menys d'un any, perquè l'Empire State els va sobrepassar. L'edifici es va inaugurar oficialment l'1 de maig del 1931, quan el llavors president dels Estats Units Herbert Hoover va obrir tots els llums de l'edifici en va prémer un botó a Washington DC. Irònicament, el primer ús dels reflectors que hi ha al capdamunt de l'Empire State, l'any següent, va ser amb motiu de la victòria de Franklin D. Roosevelt sobre Hoover a les eleccions presidencials del novembre del 1932.

## Inauguració

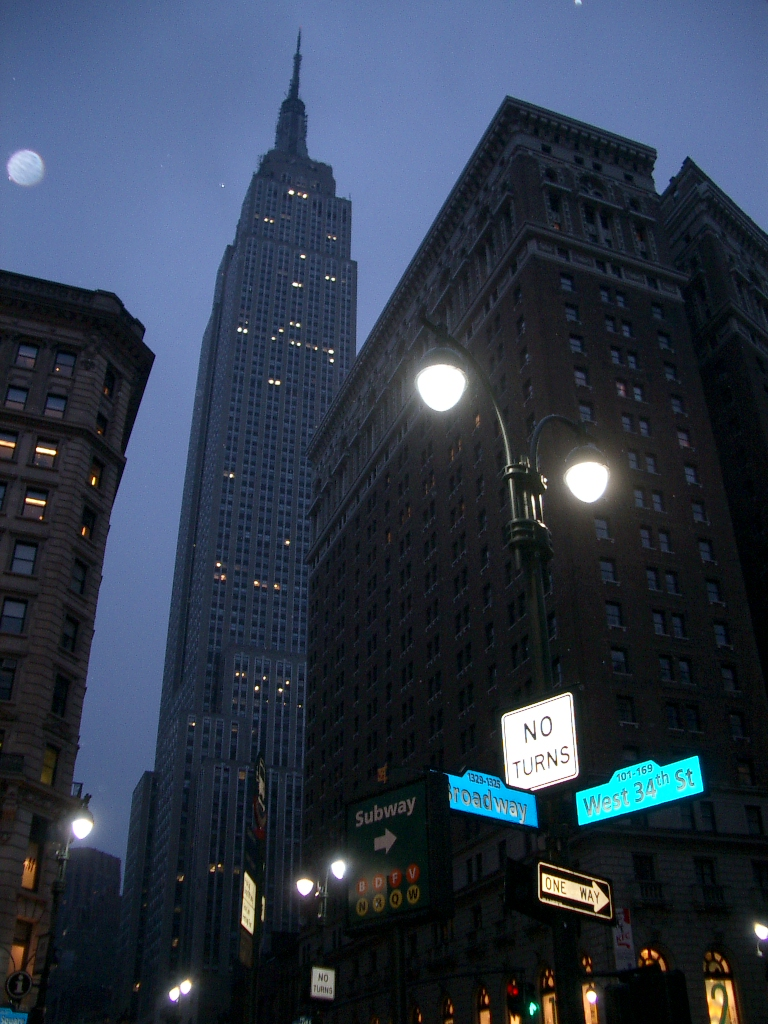
Vista de l'Empire State Building de Broadway

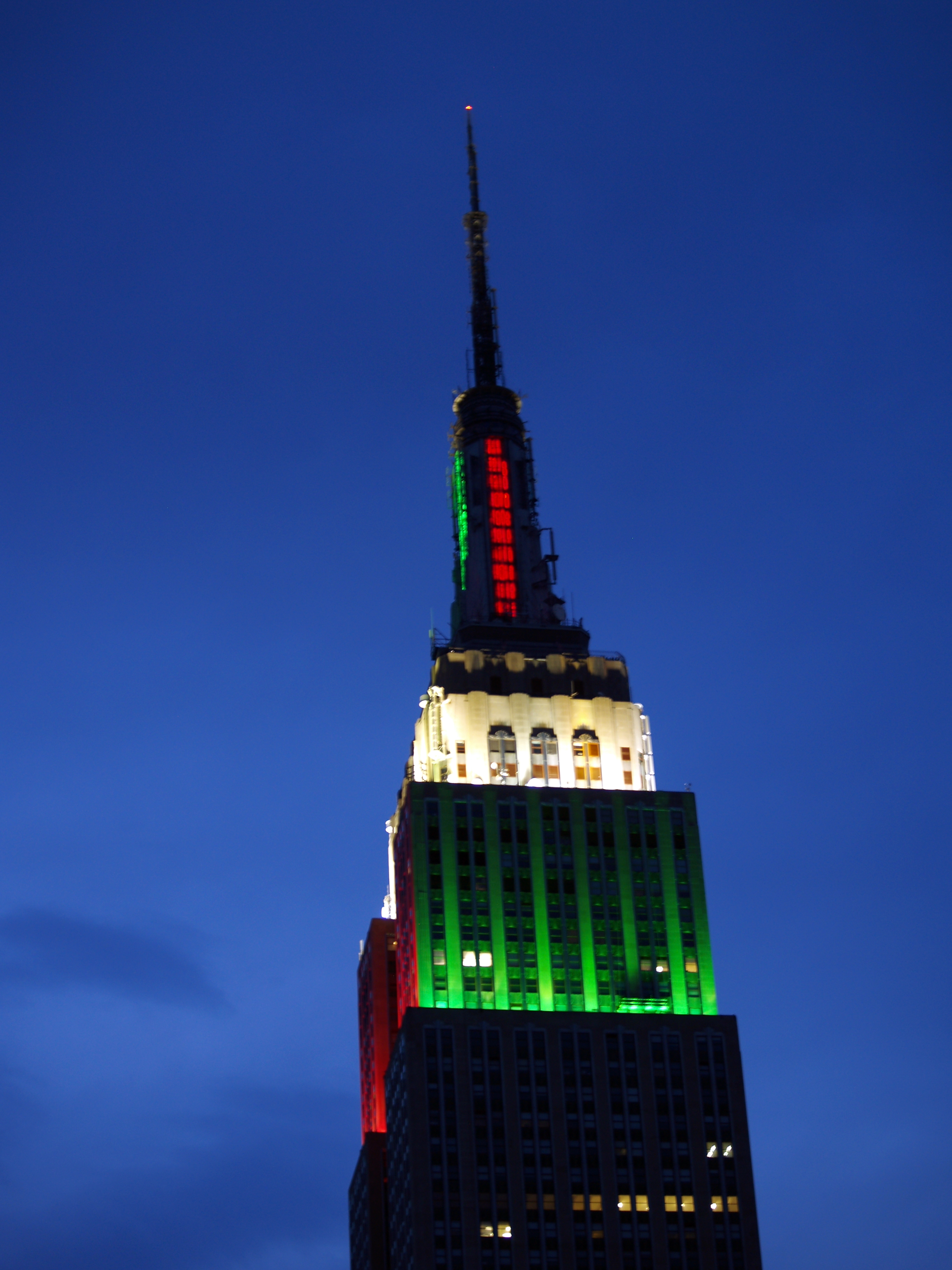
La part de dalt de l'Empire State Building

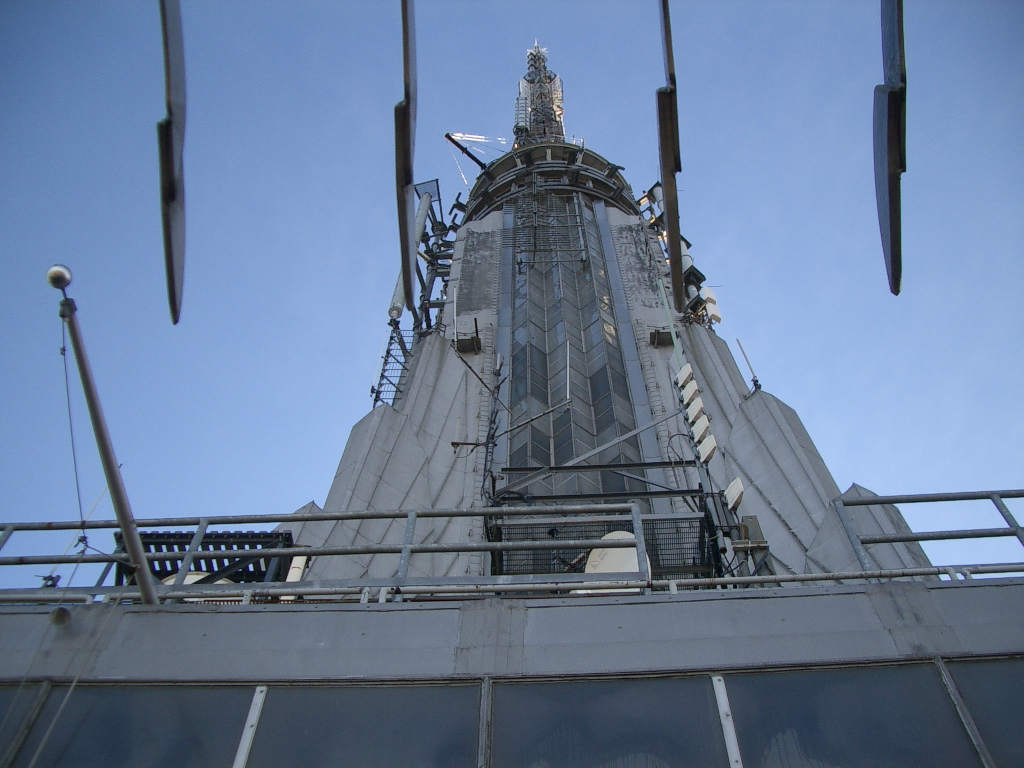
De baix a dalt

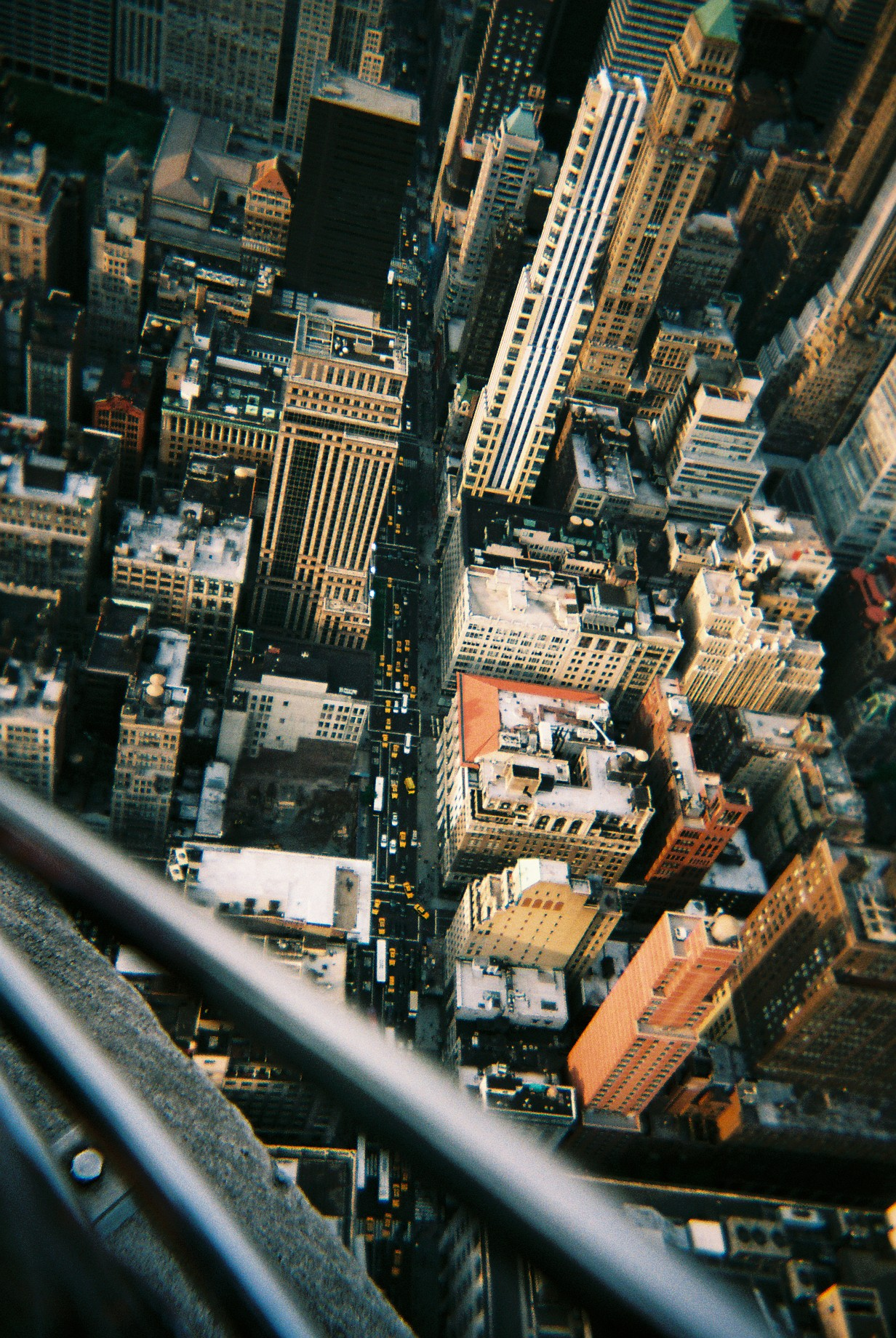
De dalt a baix

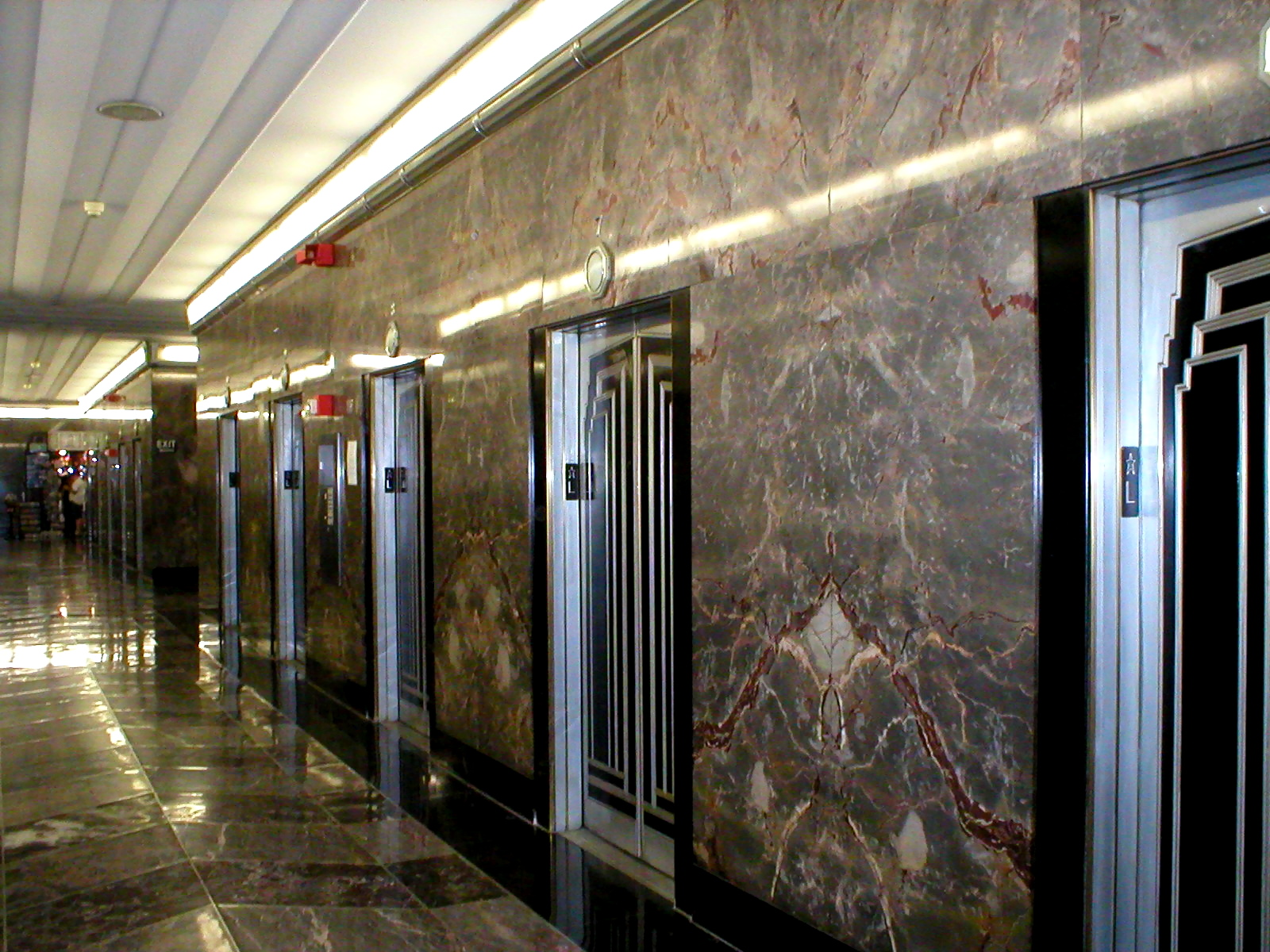
Ascensors d'art déco al vestíbul

La inauguració de l'edifici va coincidir amb la Gran Depressió als Estats Units, i per tant, hi havia molt espai d'oficines sense llogar. Tampoc no ajudava la ubicació al Carrer 34, que era lluny del transport públic, ja que la Grand Central Terminal, la Port Authority Bus Terminal, i la Penn Station eren diverses illes de cases enllà. Altres gratacels, com l'Edifici Chrysler, no tenien aquest problema. Durant el primer any de funcionament, el mirador va recaptar aproximadament uns dos milions de dòlars, la mateixa quantitat que els propietaris van recaptar en lloguer aquell mateix any. La falta de llogaters va fer que els novaiorquesos anomenessin l'edifici Empty State Building (‘Edifici de l'Estat Buit’). L'edifici no va obtenir beneficis fins al 1950. La famosa venda de l'edifici el 1951 a Roger L. Stevens i els seus socis la va negociar l'immobiliària de Charles F. Noyes & Company per un preu rècord de 51 milions de dòlars. Llavors era el preu més alt pagat per un sol edifici en la història immobiliària.

## Accident aeri del 1945
A tres quarts menys cinc de deu del matí, el 28 de juliol del 1945, un bombarder B-25 Mitchell, pilotat en boira espessa pel tinent coronel William Franklin Smith, Jr., es va estavellar a la cara nord de l'edifici Empire State, entre els pisos 79 i 80, on hi havia les oficines del National Catholic Welfare Council. Un motor va travessar l'edifici cap a l'altra banda de l'accident i va arribar a la següent illa de cases on va aterrar a la teulada d'un edifici proper, provocant un foc que va destruir un àtic. L'altre motor i una part del tren d'aterratge va caure pel forat de l'ascensor. El foc provocat va ser extingit en 40 minuts. Catorze persones van morir en l'incident. L'ascensorista Betty Lou Oliver va sobreviure una caiguda de 75 pisos dins d'un ascensor, i encara ostenta un Rècord Guinness de la caiguda d'ascensor sobreviscuda més gran. Malgrat els desperfectes, l'edifici va obrir per comerços en diversos pisos el següent dilluns. L'accident va ajudar a fomentar que s'aprovés una llei de 1946 que permetia portar a judici el govern per recuperar els perjudicis de l'accident.

## Rècords d'alçada i comparacions

Comparació de diversos gratacels

L'Empire State Building va ser l'estructura feta per l'home més alta del món durant 23 anys abans que fos sobrepassada per la Griffin Television Tower Oklahoma (màstil de la KWTV) el 1954. També va ser l'estructura lliure més alta del món durant 36 anys abans que fos sobrepassada per la Torre Ostankino el 1967.
El rècord que l'Empire State Building ha ostentat durant més temps és el de gratacel més alt (alçada estructural), que va tenir durant 41 anys abans que fos sobrepassat per la Torre Nord del World Trade Center el 1972. Amb la destrucció del World Trade Center en els atemptats de l'11 de setembre de 2001 va tornar a ser l'edifici més alt de Nova York, i el segon edifici més alt de les Amèriques, només sobrepassat per la Torre Sears a Chicago. Quan es mesura amb l'alçada del pinacle, l'Empire State Building és la cinquena estructura lliure més alta de les Amèriques, sobrepassada per la Torre CW, la Torre Sears, la Trump International Hotel and Tower i el John Hancock Center.

## Accidents

### Suïcidis
Al llarg dels anys, més de trenta persones s'hi han suïcidat, la majoria reeixidament, saltant des de les parts superiors de l'edifici. El primer suïcidi va ocórrer abans durant la construcció, quan un treballador va ser despatxat. Es va afegir la valla a la terrassa de l'observatori l'any 1947 després que cinc persones intentessin saltar en un període de només tres setmanes. El 1979, Elvita Adams va saltar des del pis 86, però el vent la va tornar a empènyer cap al pis 85 i només es va trencar el maluc.
El 16 de desembre de 1943, l'ex-marine William Lloyd Rambo, de 22 anys, es va suïcidar saltant des del 86è pis, caient sobre compradors de Nadal al carrer de sota. D'hora al matí de 27 de setembre de 1946, el marine de 27 anys Douglas W. Brashear, Jr., que patia un trastorn per estrès posttraumàtic, va suïcidar-se des d'una finestra del 76è pis després de trucar una companya de feina per dir-li «Ara sé que això és el final». La policia va trobar les seves sabates a uns quinze metres del seu cos.

### Tirotejos
Han ocorregut dos tirotejos a o al davant de l'Empire State Building.
El 23 de febrer de 1997, al voltant de les cinc del vespre, un home va disparar set persones a la plataforma d'observació del 86è pis. Abu Kamal, un professor palestí de 69 anys, va matar una persona i en va ferir a sis més, suposadament en resposta als esdeveniments que passaven a Palestina i Israel, abans de suïcidar-se.
El 24 d'agost de 2012, al voltant de les nou del matí, a la vorera del costat que dona a la Cinquena Avinguda, un home va disparar i matar un ex-company de feina que l'havia fet fora el 2011. Quan dos policies van confrontar-se amb l'home, Jeffrey T. Johnson, de 58 anys, va apuntar la seva arma als policies. Els policies van respondre disparant setze trets a Johnson, matant-lo però ferint també nou vianants, la major part dels quals van ser tocats per fragments. Tanmateix, tres persones van rebre les bales directament.

## Arquitectura

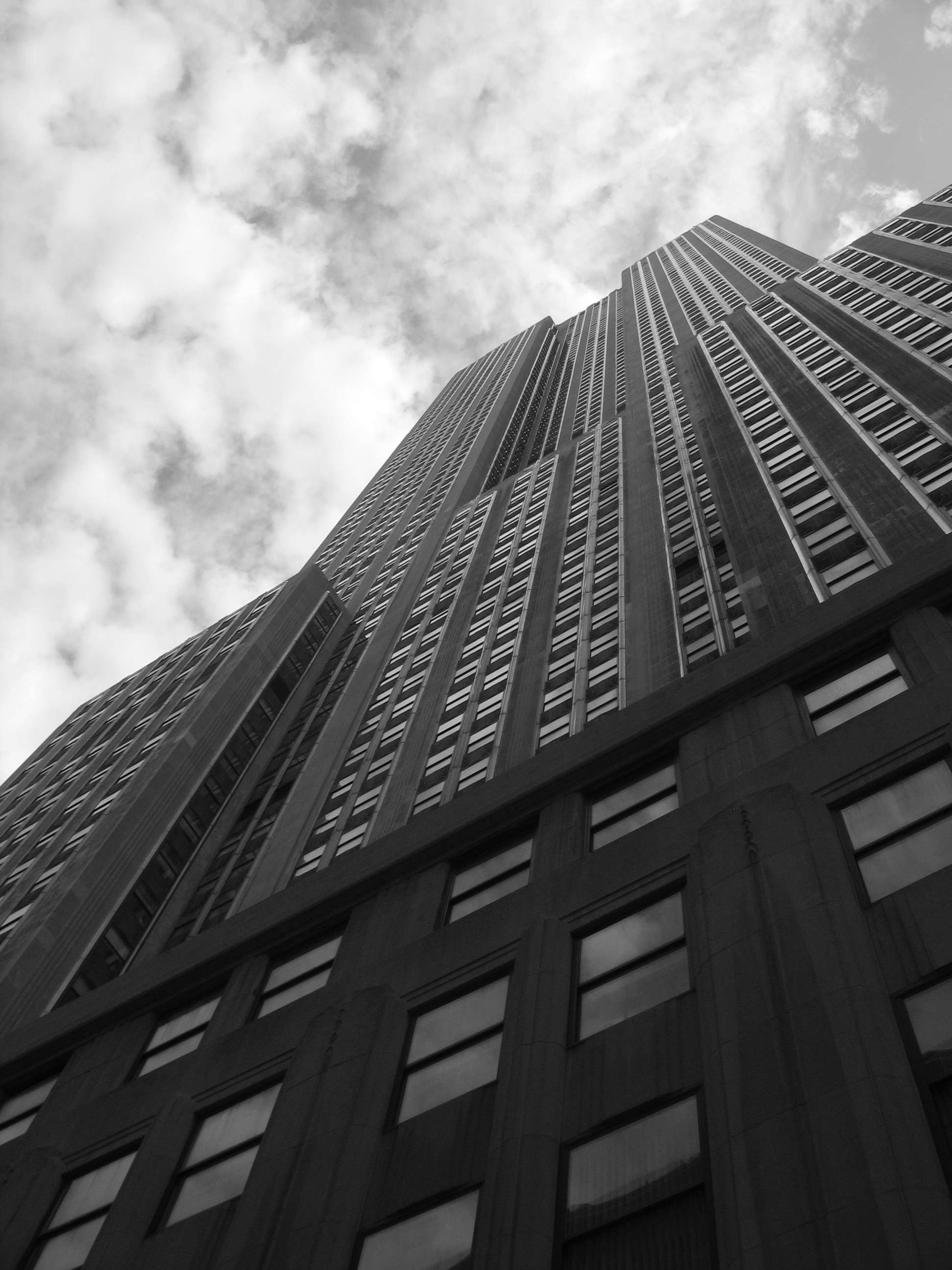
Vista des del carrer de l'Empire State Building

L'Empire State Building té una alçada de 381 metres al cent dosè pis, i, amb el seu pinacle de 62 metres, té una alçada sencera de 443,09 metres. L'edifici té 85 plantes d'espais comercials i d'oficines amb una àrea de 200.500 m². Té un mirador interior i exterior al vuitanta-sisè pis. Les 16 plantes restants són la torre d'art déco, que acaba amb un observatori al cent dosè pis. A dalt de la torre hi ha un pinacle de 62 metres, en la major part del qual hi ha emissores, amb un parallamps a dalt de tot.
L'Empire State Building va ser el primer edifici a tenir més de cent pisos. Té 6.500 finestres i 73 ascensors, i hi ha 1.860 escales des del nivell del carrer fins a l'últim pis. Té una superfície total de 257.211 m²; la base de l'Empire State Building té 8.094 m². L'edifici conté 1.000 comerços, i té el seu propi codi postal, 10118. El 2007, hi treballaven aproximadament 21.000 empleats, convertint-lo en el segon complex d'oficines més gran, després del Pentàgon. L'edifici va ser acabat en un any i 45 dies. Els seus 64 ascensors originals es troben en un nucli central; actualment, l'Empire State Building té 73 ascensors en total, incloent els de servei. Un ascensor triga menys d'un minut a arribar al mirador del vuitanta-sisè pis. L'edifici té 113 quilòmetres de canonades, 760.000 m de cable elèctric, i unes nou mil aixetes. Està escalfat per vapor a baixa pressió; malgrat l'alçada, l'edifici només necessita entre 14 i 21 kPa de pressió del vapor per la calefacció. Pesa aproximadament 340.000 tones. L'exterior de l'edifici va ser construït utilitzant panells de pedra calcària d'Indiana.
L'Empire State Building va costar 40.948.900 dòlars.

### Il·luminació
A la nit, hi ha projectors que il·luminen la part alta de l'edifici. La il·luminació es fa amb colors diversos per commemorar esdeveniments, ja sigui esdeveniments de la ciutat o dels Estats Units o del món. La idea va ser d'un des inversionistes, Lawrence Wien que, tornant de París, va pensar que Nova York podia ser una altra ville de lumière. El 1976, l'edifici es va il·luminar de vermell, blanc i blau per celebrar el bicentenari de la independència americana. Aquests tres colors es van ampliar després. Actualment la il·luminació és amb llums LED controlats per ordinador que permeten il·luminar des del pis 72 fins al cim i fer efectes diversos de llum en moviment. L'edifici s'il·lumina amb motiu d'esdeveniments anuals (com la celebració del 4 de juliol; de blau, blanc i vermell) o festivitats (Nadal; de verd i vermell) i també en ocasions puntuals. Va ser blau en ocasió del 80è aniversari de Frank Sinatra, Ol’ Blue Eyes, pel color dels seus ulls.

### Miradors
L'Empire State Building té un dels miradors exteriors més populars del món, visitat per uns 110 milions de persones. El mirador del vuitanta-sisè pis ofereix vistes de 360 graus de la ciutat. Hi ha un segon mirador al cent dosè pis obert al públic. Va ser tancat el 1999, però va reobrir el novembre del 2005. És completament tancat i molt més petit que el primer; de vegades es tanca en dies amb molta gent. Els turistes paguen per visitar el mirador del vuitanta-sisè pis i un suplement per al pis 102.

### New York Skyride
L'Empire State Building també té una atracció de simulació de moviment al segon pis. Inaugurat el 1994, el New York Skyride (o NY Skyride) és un viatge aeri simulat per la ciutat. Dura uns 25 minuts.
A la versió original, des del 1994 fins al 2002, James Doohan, Scotty de Star Trek, com a pilot de l'avió, intentava de mantenir el vol sota control durant una tempesta, amb una ruta inesperada pel metro, Coney Island i FAO Schwartz, entre altres llocs. Després dels atemptats de l'11 de setembre de 2001, tanmateix, l'atracció es va tancar, però una versió millorada es va reinaugurar a mitjans del 2002 amb l'actor Kevin Bacon com a pilot. La nova versió intentava fer l'atracció més educativa.

### Terminal per a dirigibles (aeronaus)
L'agulla d'art déco distintiva de l'edifici estava dissenyada per a ser un pal d'amarra i estacionament per a dirigibles. El pis 102 era originalment una plataforma d'aterratge amb una passarel·la per a dirigibles. Un ascensor, que viatjava entre els pisos 86 i 102, servia per transportar passatgers després que haguessin facturat al mirador del pis 86. Tanmateix, la idea era poc pràctica i perillosa després d'unes quantes proves amb aeronaus, per culpa dels moviments provocats per la mida del mateix edifici. El 1953 es va afegir una gran torre d'emissions a dalt de l'agulla.

## Llogaters
Alguns llogaters notables de l'edifici són:
- Alitalia, Suite 3700[32][33][34]
- Consell Nacional del Turisme Croat, Suite 4003[32][35]
- Filipino Reporter, Suite 601[32][36]
- Human Rights Watch, Pis 34[32][37]
- Institut Cultural Polonès a Nova York, Suite 4621[32][38]
- Oficina de Turisme del Senegal, Suite 3118[39]
- TAROM, Suite 1410[32][40]
- The King's College, Suite 1500[41]

Alguns llogaters anteriors són:
- Oficina Nacional de Turisme de la Xina[32] (actualment al 370 de l'Avinguda Lexington)[42]
- National Film Board of Canada[32] (actualment el 1123 de Broadway)[43]
- Nathaniel Branden Institute[44]

## Emissores

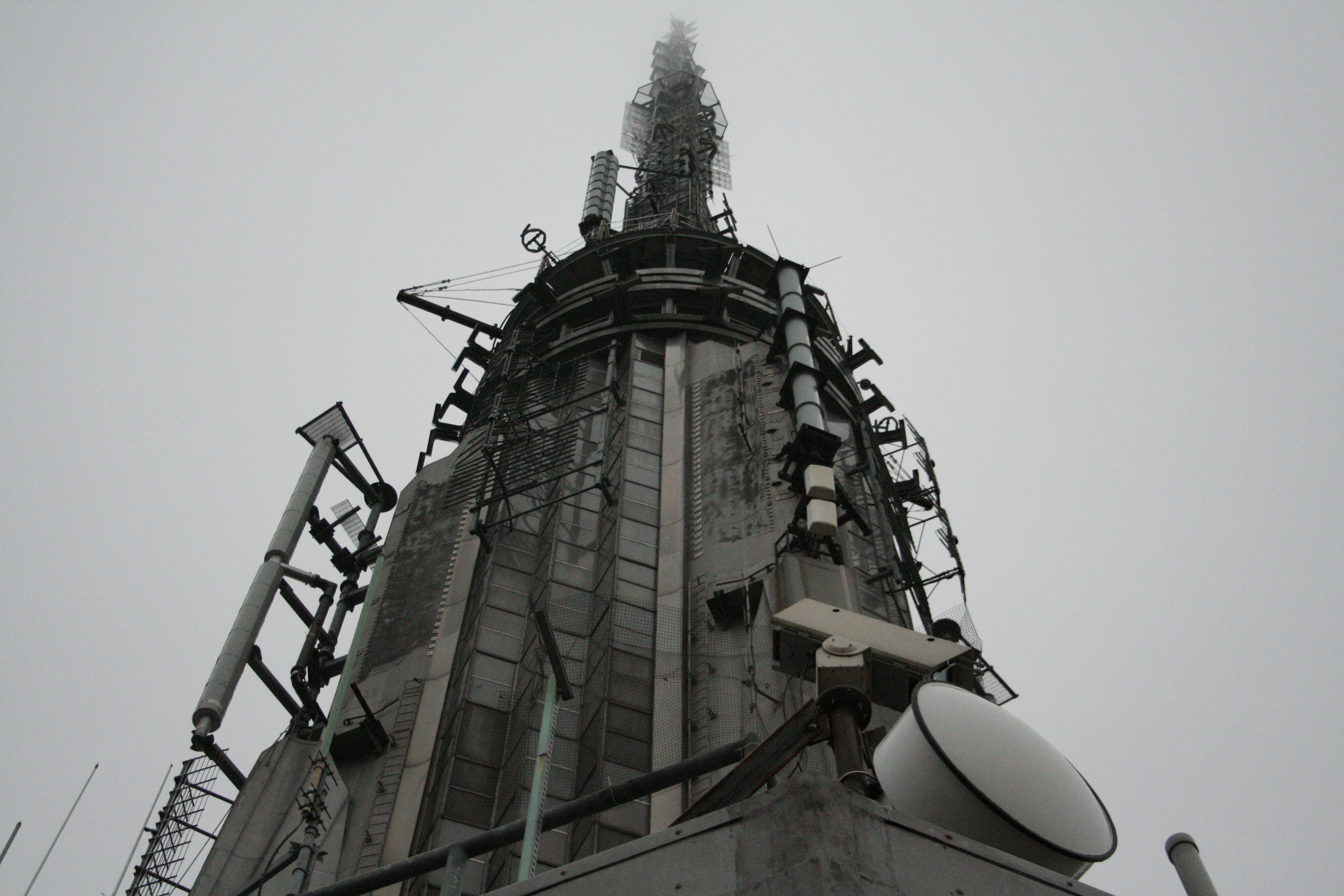
Hi ha dispositius d'emissió a dalt de l'edifici Empire State.

New York té el mercat de mitjans de comunicació més gran dels Estats Units. Des dels atemptats de l'11 de setembre de 2001, gairebé totes les emissores comercials de la ciutat (tant de televisió com de ràdio FM) transmeten des de dalt de l'Empire State Building, tot i que hi ha unes quantes emissores d'FM a l'edifici proper Condé Nast.
Les emissions van començar el 22 de desembre de 1931 quan RCA va començar a transmetre senyals de televisió experimentals des d'una antena situada a dalt de l'agulla.
El 2007 l'Empire State Building tenia les següents emissores:
- Televisió: WCBS-TV 2, WNBC-TV 4, WNYW 5, WABC-TV 7, WWOR-TV 9 Secaucus, New Jersey, WPIX-TV 11, WNET 13 Newark, WNYE-TV 25, WPXN-TV 31, WXTV 41 Paterson (Nova Jersey), WNJU 47 Linden (Nova Jersey), i WFUT-TV 68 Newark
- FM: WXRK 92.3, WPAT-FM 93.1 Paterson, WNYC-FM 93.9, WPLJ 95.5, WQXR-FM 96.3, WQHT-FM 97.1, WSKQ-FM 97.9, WRKS-FM 98.7, WBAI 99.5, WHTZ 100.3 Newark, WCBS-FM 101.1, WRXP 101.9, WWFS 102.7, WKTU 103.5 Lake Success, New York, WAXQ 104.3, WWPR-FM 105.1, WCAA 105.9 Newark, WLTW 106.7, and WBLS 107.5

## En la cultura popular

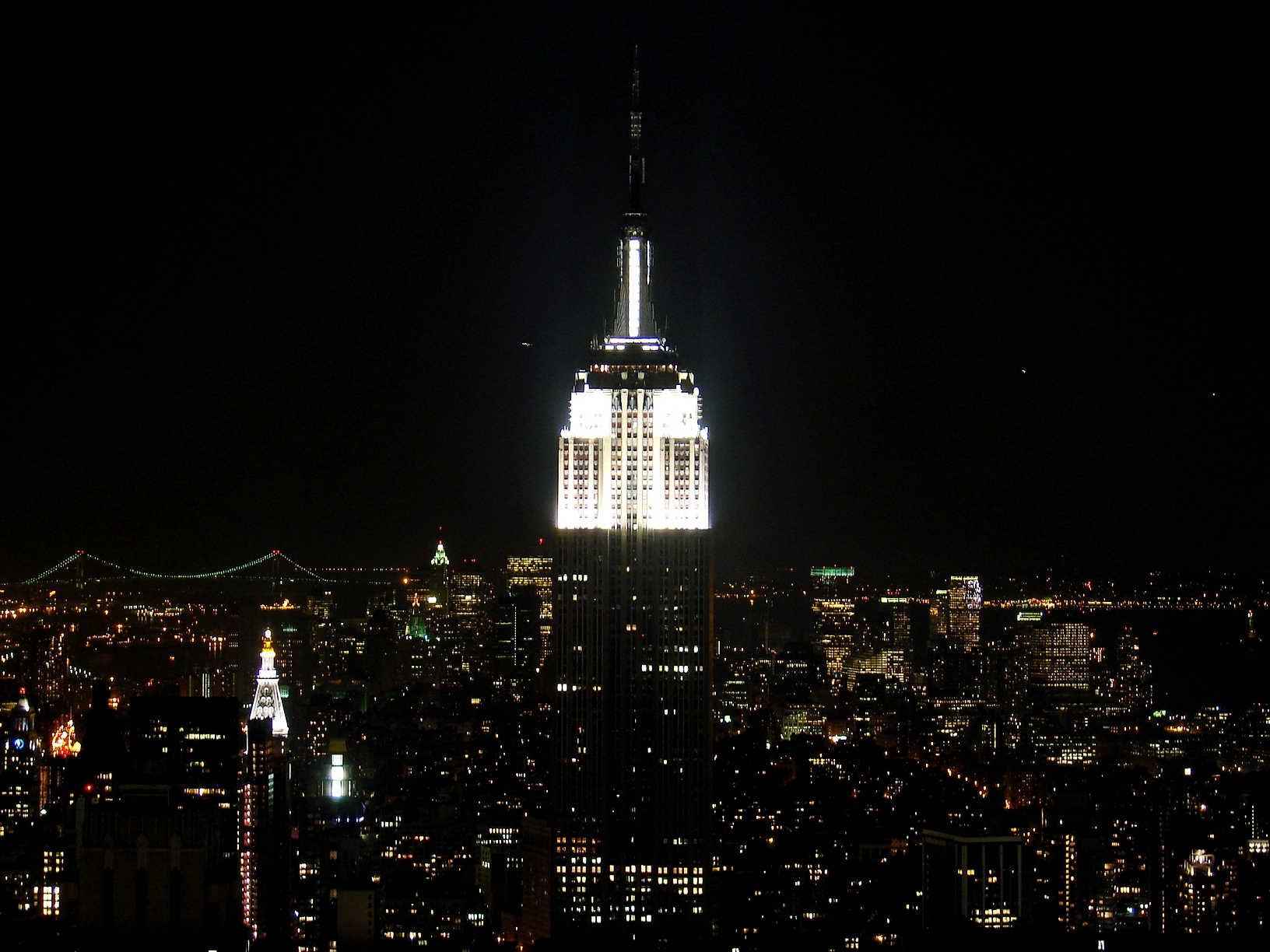
L'Empire State durant la nit.

Potser la representació popular més coneguda és la de la pel·lícula de 1933 King Kong, en la qual un simi gegant puja la torre per escapar dels seus captors tot i que acaba caient i morint quan va ser atacat per avions. El 1983, pel 50è aniversari de la pel·lícula, un King Kong inflable es va col·locar en el màstil de l'edifici. El 2005, es va estrenar un nova versió de King Kong, situat l'any 1930, i que incloia un enfrontament final entre Kong i els avions al cim de l'edifici.
El 1964 Andy Warhol va rodar Empire, una pel·lícula muda que és una gravació, de vuit hores en blanc i negre, de l'edifici de nit. Es conserva a la Library fo Congress. A la pel·lícula de 1981, L'home que va veure demà, l'edifici és destruït en l'atac nuclear. A la pel·lícula Dia de la Independència, l'Empire State és destruït per alienígenes i el lloc queda en un estat molt similar al de la zona zero.
L'Empire State Building serveix com a escenari de l'última escena i com un dels temes principals en la pel·lícula Sleepless in Seattle (1993), el títol a Espanya va ser "Una cosa per recordar", de Nora Ephron, amb Tom Hanks i Meg Ryan; remake de "Tu i jo", de Leo McArey, amb Cary Grant i Deborah Kerr.
En la novel·la de ciència-ficció "L'home rebel de Rhada Cham", per Robert Gilman (Alfred Coppel), que té lloc en un imperi galàctic degradat del futur, Nova York és una antiga ciutat que va ser destruïda i reconstruïda incomptables vegades. El seu edifici més gran i antic, però cobert de runa fins a mitja alçada, és conegut simplement com "la torre Imperial", però és, òbviament, l'Edifici Empire State.
A la sèrie animada de Godzilla es mostra aquest monstre assegut a la part superior de l'Empire State Building en els títols de crèdit.
L'Empire State Building és destacat com un ajustament integral i la trama en gran part de Michael Chabon en la novel·la de l'any 2000 The Amazing Adventures of Kavalier and Clay.
En el llibre Percy Jackson, el Mont Olimp està situat a l'Empire State. L'Empire State Building apareix el 1966 en la sèrie Doctor Who.

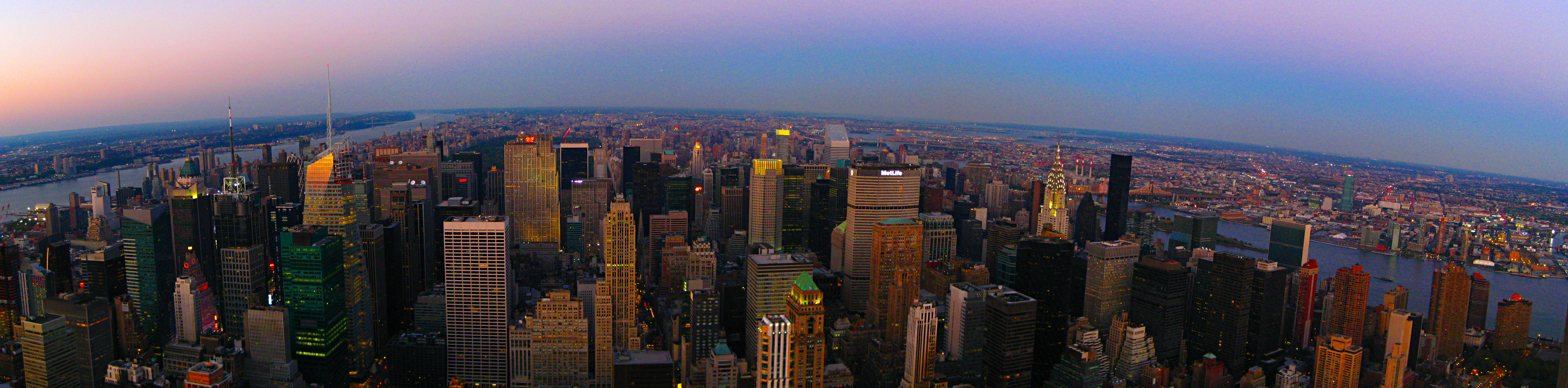
Vista panoràmica de Manhattan des del mirador

### La cursa de l'Empire State Building
Des de 1978, cada any els New York Road Runners hi organitzen una prova de cursa d'escales: la Empire State Building Run-Up. Hi participen corredors de tot el planeta, en una cursa que va de la planta baixa fins al pis 86. El rècord masculí el té l'australià Paul Crake, amb 9 minuts 33 segons el 2003. El rècords femení el té l'austríaca Andrea Mayr, amb 11 minuts i 23 segons el 2006.

### Paracaigudisme, escalada i salt base
El 24 d'abril de 1986, dos paracaigudistes britànics van saltar des de l'Empire State Building. Un va poder escapar en un taxi quan va aterrar però l'altre fou arrestat. Igualment, el 24 d'octubre de 1998 dos altres especialistes van saltar del pis 86 i van poder fugir.
El 1994, l'escalador francès Alain Robert va escalar l'edifici amb les mans nues i sense material de seguretat.
Encara el 28 d'abril de 2006, Jeb Corliss, especialista en salt BASE, va voler entrar a l'edifici per saltar, però fou aturat pels serveis de seguretat.